# Spray (band)
Spray is een Britse synthpopband, bestaande uit Jenny McLaren en Ricardo Autobahn, die al eerder samenwerkten in de band Cuban Boys. Het debuutalbum Living In Neon scoorde bij release in 2002 verrassend goed in de Verenigde Staten. Vooral de single I Am Gothic werd binnen het synthpopmilieu een kleine hit. Het nummer duikt ook vele malen in fanvideo's op op YouTube. Als reactie op het onverwachte succes van I Am Gothic bracht Spray een jaar later I am Gothic: Remix Project uit, een album dat vol remixes stond. In 2006 kwam er weer een 'echt' nieuw album uit, Children Of A Laser God.

## Trivia
- I Am Gothic verscheen in verkorte vorm op de Xbox game Dance Dance Revolution Ultramix 3.
- Ricardo Autobahn is de producer van het nummer Teenage Life, waarmee Groot-Brittannië in 2006 aan het Eurovisiesongfestival deelnam.
- Autobahn haalde al eens de hitlijsten met een remix van het nummer Rhinestone cowboy van countrylegende Glen Campbell.

## Discografie
Albums
- Living In Neon (2002)
- Children Of A Laser God (2006)

Singles
- I Am Gothic (Remix Project) (2003)
- Run With Us (2006)
- He Came With The Sleigh (Christmas 2007)